# 恋におちたら〜僕の成功の秘密〜
『恋におちたら〜僕の成功の秘密〜』（こいにおちたら ぼくのせいこうのひみつ）は、2005年4月14日から6月23日まで、毎週木曜日22時00分 - 22時54分にフジテレビ系「木曜劇場」枠で放送されたテレビドラマ。初回と最終回は15分拡大で22時00分 - 23時09分放送。主演は草彅剛。
キャッチコピーは「日本は、夢をかなえられる国になったと思う。」。

## あらすじ
父を亡くした鈴木島男（草彅剛）は自営していたネジ工場を継いだが、経理の不祥事で破産し会社は倒産、ショックで母は倒れ亡くなる。途方にくれた島男は、海外で偶然知り合った大会社「フロンティア」社長の高柳徹（堤真一）に会いに行く。名刺一枚だけでアポイントのない島男は、スタッフから要注意人物扱いされて高柳に会うこともできず、そのビルの警備員となり高柳に会うチャンスをうかがう。
ある日、フロンティアのネット新事業開始日にサーバがトラブルを起こす。偶然に警備員としてフロンティアを訪れていた島男は、スタッフも直せないシステムを短時間で修復する。その話を耳にした高柳は、島男がかつて天才と言われた凄腕プログラマだったことを思い出して警備会社から引き抜き正式にフロンティア社員として採用する。以降の島男はしだいに経営者の路を歩む。
ストーリー前半では「正義感あふれる島男の葛藤」、中盤では「経営者となった島男の傲慢そして転落」、後半では「買収された企業を奪い返すまで」を描いている。

## 登場人物

### 主要人物
鈴木島男 - 草彅剛
他界した父の後を継ぎネジ工場を経営している青年。経理の不正が原因でネジ工場が倒産して資産不足から母を亡くし、裕福になることを望む。ハワイで知り合った高柳を頼り、警備員を経てフロンティアに就職し経営事業部に配属となる。自分の自己紹介の仕方は「アイランドの島に男と書きます」で、その紹介の仕方で時折「アイランド」と呼ばれることも。
実直で家族思いのお人好な性格。高柳のやり方に戸惑いつつも、不器用ながらもあきらめない心と人に対する誠心誠意を持った手腕で次々と仕事の成功を収めると共に人望を集める。ネジ工場を継ぐ前は天才プログラマーとして有名で、友人とともに起業したが高柳に買収された過去を持つ（島男は経営を友人にまかせ切りでその事実を知らなかった）。無類のパソコン好きで、食事時間がもったいないと、ゆで卵のみを食べて栄養失調で病院に運ばれたことがある。
東條貿易買収の一件で高柳への不信を募らせる中でフロンティア取締役に就任するが、莫大な損失を防ぐために「ギガ・ワークス」を倒産に追い込んだことを機に、ビジネスに貪欲な野心家となり人の心も気に掛けない冷徹な性格に一変する。仕事の価値観の相違から高柳と決別して「ロイドブラザーズ」の後ろ盾を得てフロンティア社長に就任し、次第に増長していたところを桜庭に切り捨てられて失脚する。失意の中で高柳や七海らとの関わりから立ち直り、高柳やフロンティアを辞めた香織、七海、神谷らと共に「鈴木ねじ」を始める。その後、自分が作った検索システムにより「鈴木ねじ」が成長し、フロンティア買収後は高柳らがフロンティアに戻った後も香織と共に鈴木ねじに残り、事業を行いながらもネジ作りを再開する。
高柳徹 - 堤真一
フロンティア社長。M&A戦略を得意とし、事業を拡大していき世間の注目を浴びている時代の寵児。性格はフランクだが、島男とは対照的に「お金で買えないものは無い」を持論にするほどにお金を信奉し、情を挟まずに冷徹なまでにビジネスを優先させるドライさを持つ。11歳の頃に亡くなった父親は「高柳商事」を経営していたが、経営不振で倒産に追い込まれている。島男を面白い奴として興味を持っているが、自分とは違うやり方で仕事を成功させる彼に嫉妬心を抱くようになる。
取締役となった島男と対立し彼をクビにするが、島男と「ロイドブラザーズ」によって失脚する。失意の中で七海の説得によって再起を図ろうとする。前途多難な状況の中で島男と手を組み、鈴木ねじを起業。そこでも考えが合わなかったところもありながらも、最終的に島男のことを認めていった。「鈴木ねじ」のフロンティア買収後は、社長の座に返り咲く。
白川香織 - 松下奈緒
「フロンティア」社長秘書。金持ちの世界にいながらも、気取らず心優しい性格で島男に対しても偏見無く接している。高柳の恋人だったが、島男と関わる中で、次第に島男に惹かれデートを重ねるようにもなった。島男が社長になり人が変わったときも距離を取りながらも、「悪い風邪にかかっただけ」として気に掛けている。後に「フロンティア」を辞めて「鈴木ねじ」に就職。島男と恋人関係になり、「鈴木ねじ」のフロンティア買収後は「鈴木ねじ」に残っている。
桐野七海 - 和久井映見
「フロンティア」経営事業部長。高柳とは違うタイプの島男に一目置いている。かつて高柳の恋人だったが、肺炎で命の危機にあったにも拘らず仕事を優先した高柳に放って置かれた過去を持つが、それでも高柳のことを愛している。
島男の社長就任により、フロンティアを退社し、高柳の支えになっていく。島男に高柳を助けてほしいと懇願した後、島男や高柳らと共に「鈴木ねじ」を起業。「鈴木ねじ」のフロンティア買収後は高柳と共にフロンティアに戻る。

### 島男の周囲の人物
安藤まり子 （最終回のみ）/ 鈴木まり子 - 木村佳乃
「東白川商事」でOLをしている島男の妹。快活で男勝りな性格。島男のことを心配する兄思いの一面もある。生活のために一時期キャバクラでバイトをしていたこともある。龍太とは軽口を叩き合う関係だったが、当初は異性として見ていなかった。上司の谷崎と不倫関係にあったが、谷崎から別れを告げられ破局。だが島男とのコネクションをとるために復縁を迫った谷崎を龍太が殴ったのを機に親密になり最終回で龍太にプロポーズをして結婚する。
安藤龍太 - 山本耕史
島男の幼なじみで魚屋「魚安商店」店主。明るい性格で友達思い。普段は魚を持って島男の家に度々遊びに来ている。職業柄、また魚好きということもあり、魚への造詣は深い。自分の自己紹介の仕方は「ドラゴンの龍に太っといです」。
まり子に好意を抱いており、島男や藍子からもベストカップルと見られているが、当初はまり子に異性として見られなかった。まり子のこととなると怒ったり土下座までやることも。最終回でまり子にプロポーズされ結婚する。
鈴木藍子 - 高林由紀子【第1話】
島男の母。ハワイ旅行への帰り道にネジ工場が倒産する姿を目の当たりにしたショックから倒れ、金が足りないために手術を受けられずに死亡してしまう。
北野忠夫 - 青柳文太郎【第1話・最終話】
西村 - ト字たかお【第1話・最終話】
ねじ工場の従業員。工場の倒産後は工場を離れるが「鈴木ねじ」がネジ作りを再開したときには再び従業員として働いている。

### フロンティア社員
神谷陸 - 谷原章介
「フロンティア」取締役。気取り屋だが調子に乗りやすい性格でもある。幼い頃は外交官の父の転勤で諸国を転々とし、飛び級も出来るほどの秀才で、日本に戻って建前だけの大人や自分とレベルが合わない周囲にうんざりしていた頃に、起業した高柳の人柄に惚れ込んで以降、高柳を信頼している。
島男のことを何かと邪険にし見下していたが、自身が犯したミスを挽回するために島男と行動する内に島男のことを認めていく。島男が社長に就任したときも島男を信じて「フロンティア」を辞めなかったが、後に島男が失脚し「フロンティア」が「ロイド・ブラザーズ」主導の経営になったときは、そのやり方に反発して退社。その後島男や高柳らと共に「鈴木ねじ」を起業。「鈴木ねじ」のフロンティア買収後は高柳と共にフロンティアに戻る。
宮沢修 - 鈴木浩介
「フロンティア」経営事業部の社員。内向的な性格で、人の好き嫌いははっきりしている。黒ぶち眼鏡をかけたオタク。当初は島男を馬鹿にしていたが、次第に島男の魅力に引き込まれていく。最終回で「フロンティア」を退社し「鈴木ねじ」に就職。「鈴木ねじ」のフロンティア買収後は高柳と共にフロンティアに戻る。尚、島男のことを ｢アイランド｣ と呼んでいる。
「鈴木ねじ」に就職したのが最終話のため、第10話の最後に撮影され、後に物語終幕のキービジュアルともなる「鈴木ねじ」起業時の集合写真に参加していない。
藤井裕美 - 滝沢沙織
香織と同じく「フロンティア」の社長秘書。付き合う男性の基準はステータスを重視している。高飛車な性格。高柳の元恋人であり、香織にライバル心を抱いている。
最終回で自分達の意見に耳を傾けない桜庭のやり方に反意を抱き退社し、「鈴木ねじ」に就職する。「鈴木ねじ」のフロンティア買収後は高柳と共にフロンティアに戻る。
宮沢と同じく、「鈴木ねじ」には最終話で就職したため、集合写真には参加していない。

### その他
星野守子 - 佐藤江梨子
バー｢リオハ｣の店長。「…ってキライ」と単刀直入にはっきり言うのが特徴だが、元気の無い人に対する心配りができる女性。
豊田久 - 金田明夫
㈱日ヶ窪警備保障警備員で六本木ヒルズ館内の警備を担当しフロンティアの警備も行っている。島男が警備員として働いたときの先輩にあたり、島男の「フロンティア」就職後は島男のことを気に掛けている。
桜庭智明 - 鶴見辰吾（第7話から出演）
投資会社「ロイドブラザーズ」アジア太平洋地域統括支社長。島男に対し独立を持ちかけてくるが、島男に近づくことで「フロンティア」を手中に収めることが目的。高柳とは違い、自分の下の社員のやる事に重きは置かない主義。
島男を使って「フロンティア」の買収に成功し、島男を社長に仕立てて「フロンティア」を操ろうとしたが、島男が増長し自分の意にそぐわぬ行動をしてきたため、島男を失脚させる。ロイド側の役員でもある副社長の橘を島男に代わる社長にするも、「鈴木ねじ」が起業したときは、その動向に危機感を抱き、橘を切り捨て高柳を社長として引き抜こうと画策したが失敗。その後、自ら「フロンティア」の社長となったが「鈴木ねじ」によって「フロンティア」が買収されたことで失脚する。

### ゲスト
- 亀井昭吉 - 田山涼成【第2話】おもちゃの亀や店主
- 亀井静子 - 唐木ちえみ【第2話】
- 茂田克彦 - 大鷹明良【第2話・第10話】（株）茂田商事社長
- 清川 正 - 小市慢太郎【第3話】老舗和菓子屋・清川堂店主
- 清川大介 - 深澤嵐【第3話】
- 「伊勢屋」主人 - 河原さぶ【第3話】
- 小倉男爵 - 藤村俊二【第3話】小倉ホテルオーナー
- ミケーレ・アンドリーニ - ニノ･ジオバンニ【第4話】
- 武本 - 田口浩正【第4話】ミケーレのマネージャー
- 森村誠二 - 入江雅人【第4話〜第8話】
- 吉川 眞 - 草村礼子【第5話】エア・ドリーム社長
- 平沢常務 - 神山繁【第5話】エア・ドリーム常務
- 谷崎 真 - 小原雅人【第5話〜第8話】（株）東白川商事部長（まり子の不倫相手）
- 東條栄一 - 山本圭【第6話】（株）東條貿易社長
- 山本貴志 - 阿南健治【第6話】日刊ワイド記者
- 長谷川社長 - 石丸謙二郎【第7話】（株）ギガ・ワークス社長
- 加藤博之 - 小西康久【第7話】（株）ギガ・ワークスチーフプロデューサー
- 五十嵐智哉 - 中根徹【第7話】（株）イー・ワイヤード社長
- 小田切 - 宮田早苗【第8話】スターゲートスタジオ
- ネクサス証券・中江 - 菊池均也【第8話】
- 種田総一郎 - 藤田宗久【第9話】フロンティアパブリッシング社長
- 権藤和典 - 山崎満【第9話】代議士
- 緑川敬一 - 窪園純一【第9話】代議士秘書
- 土井 - 菅原大吉【最終話】宮上商事IT部門
- 橘正孝 - 村井克行【第9話〜最終話】フロンティア副社長→社長
- 菊地社長 ‐ 阿部六郎

## スタッフ
- 脚本:佐藤嗣麻子
- 音楽:佐橋俊彦
- 主題歌:Crystal Kay「恋におちたら」(EPICレコードジャパン)
- プロデュース:現王園佳正
- アソシエイトプロデューサー:石原隆
- 演出:鈴木雅之、成田岳、澤田鎌作、大木綾子
- プロデュース補:榊原妙子、笛木志津香
- 演出補:大木綾子、西坂瑞城、並木道子、田中亮、岡田昭儀、安食大輔、渡辺恒也
- 編成:中野利幸
- 撮影協力:六本木ヒルズ
- 協力:バスク、ブルーバック、エルエー・カンパニー、K&L、フェイスミュージック、渋谷ビデオスタジオ、エム・ファクトリー、PRODUCTION PARTNERS,INC.、アクティス、アクティブ21
- 制作:フジテレビドラマ制作センター
- 制作著作:フジテレビ

## 放送日程
| 各話                                   | 放送日        | サブタイトル     | 演出     | 視聴率 |
| -------------------------------------- | ------------- | ---------------- | -------- | ------ |
| 第1話                                  | 2005年4月14日 | ずっと探してた人 | 鈴木雅之 | 15.8%  |
| 第2話                                  | 2005年4月21日 | 憧れのヒルズへ   | 鈴木雅之 | 17.4%  |
| 第3話                                  | 2005年4月28日 | ヒルズの成功とは | 成田岳   | 14.2%  |
| 第4話                                  | 2005年5月5日  | ヒルズは歌う     | 成田岳   | 15.6%  |
| 第5話                                  | 2005年5月12日 | ヒルズの大逆転   | 鈴木雅之 | 16.8%  |
| 第6話                                  | 2005年5月19日 | ヒルズの秘密     | 澤田鎌作 | 15.6%  |
| 第7話                                  | 2005年5月26日 | ヒルズの頂点へ   | 成田岳   | 16.3%  |
| 第8話                                  | 2005年6月2日  | ヒルズの新社長   | 鈴木雅之 | 15.9%  |
| 第9話                                  | 2005年6月9日  | 愛を止めないで   | 大木綾子 | 16.5%  |
| 第10話                                 | 2005年6月16日 | 告白             | 成田岳   | 16.6%  |
| 最終話                                 | 2005年6月23日 | ヒルズに恋して   | 鈴木雅之 | 18.3%  |
| 平均視聴率16.3％（ビデオリサーチ調べ） |               |                  |          |        |

## 関連商品

### CD
- 恋におちたら〜僕の成功の秘密〜 オリジナル・サウンドトラック - エピックレコードジャパン

### DVD
- 恋におちたら〜僕の成功の秘密〜 DVD-BOX - ビクターエンタテインメント

定価￥23.940（税込）ディスク数6枚

## 備考

### タイトル
当初予定されていたタイトルは「ヒルズに恋して」であった。ところが当時、ライブドアとのニッポン放送の経営権問題が発生、予告編ならびに第1話編集の段階までの期間で、改めてタイトル検討やデザイン変更をする時間が無かったのか、クリスタル・ケイによる主題歌「恋におちたら」からそのまま引用している。結局、最終回のサブタイトルに使用された。
「ヒルズ」は六本木ヒルズ（六本木ヒルズ森タワー、六本木ヒルズ族）のことで、当時ライブドアなど高利益を上げていた新鋭のIT企業や、投資ファンドがこぞってそこに本社を構え、起業者が居住するようになり、いわばそれらを象徴する場所となっていた。

### その他
- このドラマが放送されている時期、草彅はSMAPメンバーなどから役名の「島男」や「鈴木島男」と呼ばれていた。
- 高柳社長は、アップルの30型の液晶モニターを使っている。フロンティア社員は、ドスパラ製PCと、エイサー製ディスプレイを使用していた。
- 本編で未使用のBGMが多数サウンドトラック盤に収録されている。その反面、本編内で割と高頻度に使用されたBGMが収録されていなかったりする。最終回ではクリスタル・ケイのエンディングテーマをアレンジしたBGMが流れたが、それも一切CD化されていない。
- 青森県では本来木曜劇場は青森テレビで放映されるが、この作品と電車男の2作は例外的に青森放送で放映された。そのかわり同時期に放映された火9（離婚弁護士II〜ハンサムウーマン〜、海猿）はそれらと交換の形で青森テレビで放映された（離婚弁護士の第1シリーズ、海猿の映画版のテレビ放送が青森テレビで放映されたことなどから）。